# Municipio de Beavercreek
El municipio de Beavercreek (en inglés: Beavercreek Township) es un municipio ubicado en el condado de Greene en el estado estadounidense de Ohio. En el año 2010 tenía una población de 52156 habitantes y una densidad poblacional de 409,2 personas por km².

## Geografía
El municipio de Beavercreek se encuentra ubicado en las coordenadas 39°43′40″N 84°2′3″O / 39.72778, -84.03417. Según la Oficina del Censo de los Estados Unidos, el municipio tiene una superficie total de 127.46 km², de la cual 126.27 km² corresponden a tierra firme y (0.93%) 1.19 km² es agua.

## Demografía
Según el censo de 2010, había 52156 personas residiendo en el municipio de Beavercreek. La densidad de población era de 409,2 hab./km². De los 52156 habitantes, el municipio de Beavercreek estaba compuesto por el 88.5% blancos, el 2.59% eran afroamericanos, el 0.2% eran amerindios, el 5.95% eran asiáticos, el 0.04% eran isleños del Pacífico, el 0.51% eran de otras razas y el 2.21% pertenecían a dos o más razas. Del total de la población el 2.55% eran hispanos o latinos de cualquier raza.